# Paraskevás Ántzas
Paraskevás Ántzas (en grec : Παρασκευάς Άντζας), né le 18 août 1976, est un footballeur grec qui évoluait au poste de défenseur central.

## Carrière
- 1995-1998 : AO Xanthi
- 1998-2003 : Olympiakos Le Pirée
- 2003-2004 : Dóxa Dráma
- 2004-2007 : AO Xanthi
- 2007-2009 : Olympiakos Le Pirée

## Palmarès
- Vainqueur du championnat de Grèce : 1999, 2000, 2001, 2002, 2003.
- Vainqueur de la coupe de Grèce : 1999
- International grec, il a joué 26 matches et n'a marqué aucun but en sélection.